# ASIAN KUNG-FU GENERATION
ASIAN KUNG-FU GENERATION（アジアン・カンフー・ジェネレーション、英略：AKG）は、日本のロックバンド。所属事務所はSpectrum Management。レーベルはキューンミュージック。略称は「アジカン」。

## 概要
1996年、関東学院大学の音楽サークル内で結成された。入学時に後藤はとある音楽サークルから勧誘を受けるが、集合場所を間違えて別の場所に行ってしまい、そこで喜多建介と出会う。当時その部活にはUKロックファンが喜多しかおらず、話をしているうちに盛り上がり「バンドを組もう」となり結成。
バンド名の由来は、後藤が当時好きだったTHEE MICHELLE GUN ELEPHANTが、英単語を3つ使用している事から「3つ単語を使おう」と思い立ち、考えた末に「ASIAN KUNG-FU GENERATION」で決定。略称は、「アジカン」。文字媒体では「AKG」または「AKFG」と称される事もある。
「ソラニン」を除く全楽曲の歌詞は後藤が手掛けている（「ソラニン」は、同名の漫画原作者である浅野いにお作詞）。CDに付属している歌詞カードが縦書きなのは、後藤がeastern youthの影響を受けているからである。作詞時も縦書きで歌詞をノートに綴っている。
作曲もほとんどが後藤が手掛けているが、他のメンバーが作曲に関わることもある。曲を作ったメンバーが歌えばいいという方針であり、喜多が作曲した「嘘とワンダーランド」では喜多がメインボーカルを担当している。曲のコーラスは、殆んど喜多が担当している。
自主制作盤や『Easter』『Wonder Future』『Right Now』『AKG TRIBUTE』を除くCDジャケットは、全て中村佑介のイラスト。中村がキャラクター原案を手掛けているアニメ「四畳半神話大系」「夜は短し歩けよ乙女」「四畳半タイムマシンブルース」の主題歌も手掛けている。
マネージャーの通称は「キャッツ」。
台湾にて“亜細亜的功夫世代”としてもCDをリリースしている。
2013年、2015年、2019年にはヨーロッパツアーを、2015年、2017年にはラテンアメリカツアーを、2017年にはアメリカ公演を成功させている。
2012年以降はアルバムのリリースツアーを主にホール会場で行っている。

## メンバー

### 後藤正文
後藤正文（ごとう まさふみ、 1976年12月2日（48歳） - 、血液型O型）ボーカル、ギター担当。

### 喜多建介
喜多建介（きた けんすけ、1977年1月24日（48歳） - 、血液型A型）は、日本のギターリストである。リーダー、ギター、ボーカル担当。

#### 人物
- 神奈川県横浜市金沢区出身。
- 愛称は「キタケン」「建さん」「建ちゃん」「ケンスイ」など。
- 神奈川県立横浜立野高等学校卒業。一浪し、関東学院大学経済学部卒業。
- 卒業後は一時期業務用冷蔵庫の修理・営業の仕事をしていた。仕事に注力し過ぎたせいでバンド方面に手が回せなくなり、後藤からは「辞めちゃうかもなぁ、でもこいつが居なくなったらバンド続けられないからどうしよう」と思われていたという。
- 阪神タイガースのファンである。
- 「エンジェルボイス」や「スピッツの草野さんみたい」と称される音程の高い歌声を持つが、後藤曰く「最近は飲酒・喫煙・加齢のせいでドブ声化しつつある」。
- 好きなアーティストはManic Street Preachers、Supergrass、Radiohead、The Libertines、Blur、XTC、The Cribs、Ash、UNICORNなど。
- シングル「ブルートレイン」から作曲も手掛けるようになった。またシングル｢ワールドアパート」収録されている「嘘とワンダーランド」では、作曲を1人で手掛けたことをきっかけにメインボーカルを務めた。
- 以前は愛酒家だったが、メンバー曰く「シャレにならないくらい迷惑をかけることが増えていた」ことから、2018年春頃より禁酒を行っている。
- 作曲に関わることも多く、2012年のアルバム『ランドマーク』では4曲を後藤と共作している。
- これまで6曲でメインボーカルを担当している(「嘘とワンダーランド」「シーサイドスリーピング」「タイムトラベラー」「八景」「お祭りのあと」「ウェザーリポート」)。
- メンバーで唯一ソロ活動を行っておらず、楽曲提供の経験もなく、他アーティストへの演奏参加も稀である。
- ギターの音色に特徴があり、メンバーやインタビュアーから喜多のギターこそがアジカンと言及されることが多い。

#### 参加作品
- 椎名林檎のデビュー20周年記念トリビュート・アルバム『アダムとイヴの林檎』の1曲目「正しい街」に亀田誠治プロデュースによるスペシャルバンド「theウラシマ’S」のギタリストとして参加。他のメンバーはボーカル&アコースティック・ギターに草野マサムネ（スピッツ）、ドラムスに鈴木英哉（Mr.Children）、ベースに是永亮祐（雨のパレード）[12]。

#### 使用機材
- エレキギター
  - Gibson Les Paul Standard Historic Collection 1959(アイスティーバースト)
  - Gibson Les Paul Standard Historic Collection 1958
  - Gibson ES-335
  - Fender Telecaster
  - Fender Stratocaster
- アンプ
  - Bogner Ecstasy
  - SHINOS Amp anniversary Model
- エフェクター
  - Free the tone JUNCTION BOX(ジャンクションボックス)
  - MXR  SUPER COMP(コンプレッサー)
  - EARTHQUAKER DEVICES Transmisse(リバーブ)
  - FAT 412.D(オーバードライブ)
  - Custom Audio Japan RS616(スイッチャー)
  - Custom Audio Japan RS-DSW(スイッチャー)
  - ELECTRO-HARMONIX Freeze Sound Retainer
  - BOSS DD-20（ディレイ）×2
  - BOSS PS-6 (ピッチシフター)
  - BOSS FRV-1(リバーブ)
  - BOSS MD-500 Modulation (モジュレーション)
  - BOSS TR-2（トレモロ）
  - BOSS PH-2（フェイザー）
  - BOSS FS-5U（フットスイッチ）
  - BOSS TU-3S（チューナー）
  - Jim Dunlop 535Q Cry Baby Multi-wah(ワウペダル)
  - Vital Audio VA-08 MkII(パワーサプライ)
  - Strymon Ojai (パワーサプライ)
- 過去の機材
  - Marshall JCM900
  - Marshall 1960A
  - BOSS RV-5 (リバーブ)
  - BOSS OD-2R (オーバードライブ)
  - VOX V848 (ワウペダル)
  - Line6 DL-4(ディレイ)
  - Hughes&Kettener Tube Factor(ブースター・オーバードライブ)
  - Guyatone WR-3（オートワウ）

### 山田貴洋
山田貴洋（やまだ たかひろ、1977年8月19日（47歳） - 、血液型A型）は、日本のベーシストである。ベース、ボーカル担当。

#### 人物
- 静岡県富士宮市出身。
- 愛称は「山ちゃん」「山さん」「だーやま」「山田大先生」など。
- 静岡県立富士高等学校、関東学院大学文学部卒業。
- 加入のいきさつは、大学の部室内に1人でいたところ、後藤に「好きなバンドは？」と声をかけられ、「The Beatles」と返答したためにスカウトを受け加入した。
- 「写真写りが悪い」という理由で雑誌・プロモーションの写真撮影はほぼ同じ表情であり、そのせいで「無表情な男」と誤解されることもある。
- 好きなアーティストはThe Beatles、Oasis、The Smashing Pumpkins、Pet Shop Boysなど。
- 『ループ＆ループ』のPVに、架空の歌手「渋山貴光」として一瞬だけ出演している。この事がきっかけで後藤のブログではしばらく「渋山貴光」と呼ばれ続けていた。
- 書道6段の腕前であり、グッズの袋にも、彼の書いた文字が使用されたこともある。
- 『SCHOOL OF LOCK！』内の企画で、片平里菜の初のシングル（ダウンロード盤）である『始まりに』にプロデューサーとして参加している。
- 2015年夏、アナウンサーの中田有紀と結婚。翌年4月28日には女児が誕生している。
- インディーズ時代、バンドの資金管理や自主制作盤のCD焼きなどは殆ど彼が行っていた。
- 滅多に怒ることはないが、1回だけ後藤と「ガチ喧嘩」をしたことがある。暫くの間は口も利かない状態だったが、東日本大震災の発生をきっかけに和解したという。
- 彼の持ち込んだアイディアやベースコード進行から楽曲が作られることも多く、後藤以外では作曲で関わった作品が最も多い。シングル曲では「サイレン」「アフターダーク」「それでは、また明日」「Right Now」「Re:Re:」「Dororo」「解放区」で作曲にクレジットされている。10thアルバム『プラネットフォークス』では5曲クレジットされている。
- Coco壱番屋のグランドマザーカレーが好物。
- 2019年に行われたASIAN KUNG-FU GENERATION Tour 2019 「ホームタウン」ではアコースティック編成においてグロッケン、鍵盤ハーモニカ、アコースティックギターを披露した。

#### 使用機材
- エレキベース
特記を除いて全てFender製。
  - '62 Jazz Bass
  - '70 Jazz Bass
  - '59 Precision Bass
  - '62 Precision Bass
  - Custom Shop Precison Bass（Built by Dennis Galuszka）
  - American Deluxe Precision Bass
  - MVT#715 (Atelier Z)
- アンプ
  - Ampeg SVT-4PRO／TC Electronic RH750＋Fender TB-2000（アンプヘッド）
  - Ampeg SVT-810E／Fender 610 Pro Cabinet（キャビネット）
- エフェクター
  - BOSS LS-2（ラインセレクター）
  - BOSS CEB-3（コーラス）
  - BOSS BB-1X（オーバードライブ）
  - MXR M80 Bass D.I.＋（クリーン／ディストーション）

### 伊地知潔
伊地知潔（いぢち きよし、1977年9月25日（47歳） - 、血液型A型）は、日本のドラマーである。ドラムス担当。

#### 人物
- 神奈川県鎌倉市出身[11]。
- 関東学院中学校高等学校、関東学院大学工学部卒業。
- 愛称は「潔」の他、「キヨポン」「伊地知乃親方」「ピーカン先生」「伊地知勝」など。
- 好きなアーティストはBrian Setzer、Dream Theater、HUSKING BEE、Hi-STANDARDなど。
- 他の3人と違いASIAN KUNG-FU GENERATIONの初期メンバーではなく、遅れて1999年5月に加入した[13]。
- 様々なバンドを掛け持ちで行っており、アジカンも脱退・復帰を繰り返す状態だったが、デビューに向けてアジカン1本に絞ることになり、メンバーも歓迎した。だが復帰後1本目のライブを事前に入れていたレッド・ホット・チリ・ペッパーズのコピーバンドのライブに出演するため、アジカンのライブに参加できず、他メンバーが当時のサポートメンバーに「もう1本だけ」とサポートを依頼する羽目になった。なお、伊地知は当日コピーバンドのライブが早く終わったため、アジカンのライブに観客として参加していたという。
- 中学時代はマーチングバンド部（全国強豪レベル）に所属。本人曰く「ここでドラムスの手の基礎ができた」。
- 本業はドラマーだが、ギター・ピアノ等が演奏できる。『ラストシーン』曲中のノイズギター、『月光』曲中のピアノは伊地知が演奏している。
- 後藤曰く、大学時代は「絵に描いたようなチャラ男」だったとのことで、軽音楽部の部費を滞納しては会計係であった山田に追い掛け回されていたという。
- クリスチャンであり、十字架のペンダントをしていることが多い。
- 2003年まで「CARAMELMAN」というバンドで活動しており、ASIAN KUNG-FU GENERATIONとのスプリットアルバムも発売している。また2011年よりインストゥルメンタルバンド「PHONO TONES」のドラマーとしての活動も行っている。
- 高校在学中からカレー屋でアルバイトをしていたことがあり、料理にも造詣が深く、雑誌『SODA』にて金澤ダイスケと共に「Session in the Kitchen」を連載し、ぴあmookから同名のレシピ本も出版した。
- 近年は料理に関する仕事も多く、バンドが出演するフェスに「KIYOSHI'S KITCHEN」という屋台を出店したり、通販でカレーや魯肉飯の販売を行ったりしている。個人でワインの監修も行い、販売を行った。また、個人でYouTubeチャンネルを開設しており、料理に関する動画をアップしている。これらの活動に関しては後藤にライブのMCやSNSでいじられている。インスタグラムには「料理研究家」と記載されている。
- また、インスタグラムのストーリーなどで家庭菜園の様子や地元・鎌倉の海沿いをドライブする様子を投稿している。こちらについても後藤に「スタジオと逆方向に向かっている」とSNSでいじられることがある。

#### 使用機材
- ドラムセット
全てPearl製。
  - Masters Premium Legend Thin 6ply Maple
  - Reference
  - Masters Recordspec MSX
- シンバル
全てSABIAN製。
  - AA Medium Crash
  - AA Medium Thin Crash
  - AAX Stage Ride
  - AA Chinese
  - AAX O-Zone Splash
  - HH Medium Hats

## 影響
後藤は「自身のルーツ」として、Oasisの「Live Forever」をあげており、「この曲を聴いてなかったら自分が音楽をやってなかったんじゃないかというくらい」だと述べている。他には、「10代20代の節目となった曲」として、フー・ファイターズの「I’ll Stick Around」とReefの「Naked」を、「音楽を始めてから影響を受けた曲」として、Weezerの「Only in Dreams」、eastern youthの「夜明けの歌」をあげている。「100年後も誰かの心に残っていて欲しい曲」はニール・ヤングの「オンリー・ラヴ・キャン・ブレイク・ユア・ハート」と細野晴臣の「東京ラッシュ」だと述べている。

## 来歴

### 1996年 - 2002年:結成-アマチュア時代
- 1996年
  - 横浜・関東学院大学内の軽音楽部にて結成。当時は5人編成だった。経緯は、新入生歓迎会で出会った日に喜多が大学の夜間学部に通っていた後藤を誘い、翌日に確認作業を経てアジカン結成。しばらくして、部室でひとりぼっちで居た山田に後藤が話し掛け、「好きなバンドは?」という問いに山田が「ビートルズ」と答えた為に後藤が誘い加入。ちなみに3人はバンドを組む3か月前頃に楽器を始めた。その時は、喜多以外にももう一人ギターが居たため、トリプルギター編成であった。その後、ギターが抜け、同サークル内の別のバンドで活躍していた伊地知が加入（伊地知いわく「前々からあのバンドのポジションを密かに狙っていた」）。
  - 後藤、喜多、山田にとって初めて組んだバンドはASIAN KUNG-FU GENERATIONである。大学生時代は、個々がそれぞれ別のバンドにも所属していた。
  - 当時、全英語詞によるオリジナル曲で学内、地元横浜を中心にライブを行っていた。
  - 大学卒業後はそれぞれが会社員をしながらもバンド活動を継続。
- 2000年
  - 自主制作にて全英語詞による6曲入りのアルバム『THE TIME PAST AND I COULDN'T SEE YOU AGAIN』を発表。ライブ会場、インターネットにて手売り販売していた。
- 2001年
  - 横浜CLUB24にて“YMD”“BAYSIDE FUTURE”などの自主企画イベントを開催する。
  - 初めて日本語詞で取り組んだ楽曲「粉雪」が完成し、FM局の各インディーズ番組に音源を送り、自分達の楽曲が初めてFMでオンエアーされる。このオンエアーしたFM局はFM Yokohamaだった。
  - その後、日本語詞を取り入れた2枚目の自主制作CD『I'm standing here』を発表。地方や各ライブハウスで大盛況となる。この時期から渋谷をはじめ下北沢、吉祥寺などで精力的なライブ活動を始める。
- 2002年
  - 「UNDER FLOWER RECORDS」のコンピレーションCDに参加。
  - 11月、初の正式な音源となるミニアルバム『崩壊アンプリファー』をリリース。その中の収録曲『遥か彼方』がアニメ『NARUTO -ナルト-』のオープニングテーマになる。同日CX系ELVISに出演、これ以降「サイレン」まで5回特集が組まれた。また、「遥か彼方」のPVはこのELVISチームによるものである。
  - 夏には、「FUJI ROCK FESTIVAL（ROOKIE A GO GO）」、「SUMMER SONIC '03 東京・大阪」にも出演。

### 2003年:メジャーデビュー『崩壊アンプリファー』『君繋ファイブエム』
- 2003年
  - 4月23日、ミニアルバム『崩壊アンプリファー』がキューンレコードから再発売され、メジャーデビュー。
  - 8月6日、1stシングル「未来の破片」リリース。
  - 8月11日、初の「NANO-MUGEN FES」を新宿LOFTにて開催。
  - 10月16日、2ndシングル「君という花」リリース。
  - 11月19日、1stアルバム『君繋ファイブエム』リリース。

### 2004年:『ソルファ』
- 2004年
  - 4月7日、TOKYO FMをキーステーションに、JFN系列38局で『MOTHER MUSIC RECORDS 〜Over Drive』が放送開始。
  - 4月14日、3rdシングル「サイレン」リリース。
  - 5月19日、4thシングル「ループ&ループ」リリース。
  - 7月1日、「NANO-MUGEN FES at 武道館」開催。
  - アニメ『鋼の錬金術師』のオープニングテーマに「リライト」が起用される。
  - 8月4日、5thシングル「リライト」リリース。
  - 9月23日、6thシングル「君の街まで」リリース。
  - 10月20日、2ndアルバム『ソルファ』リリース。オリコン初登場1位を獲得(2週連続1位)。アジカン初の快挙であった。
  - 11月30日、全国ツアーの一環で初となる日本武道館ワンマン公演を開催。

### 2005年 - 2006年:『ファンクラブ』
- 2005年
  - 3月28日、「SPACE SHOWER TV SPACE SHOWER Music Video Awards 05」で「君の街まで」がBEST CONCEPT VIDEOを受賞。
  - 7月9日、「NANO-MUGEN FES 2005」を横浜アリーナで開催。
  - 「SUMMER SONIC '05」に出演。その前日に名古屋で開かれたSUMMER SONIC EVEで出演できなかったルースターに代わって参加。オアシス、カサビアンらと共演。
  - 2004年から続いてきた『MOTHER MUSIC RECORDS 〜Over Drive』が終了。その後は後継番組の『SCHOOL OF LOCK!』（TOKYO FM、水曜日23:05 - ）に出演。
  - 11月30日、7thシングル「ブルートレイン」発売。
- 2006年
  - 結成10周年を迎えた。
  - 2月15日、8thシングル「ワールドアパート」リリース。アジカンにとって初となるオリコンシングルチャート初登場1位を記録。
  - 3月7日、栃木県の日光市立東中学校で生徒限定でライブを開催した（『SCHOOL OF LOCK!』での企画）。
  - 3月15日、3rdアルバム『ファンクラブ』リリース。
  - 7月16日 - 7月17日、「NANO-MUGEN FES 2006」を横浜アリーナで開催。
  - 7月28日、この年のFUJI ROCK FESTIVAL（7月28日 - 30日）に出演。念願のグリーンステージでの演奏を果たす。また、トリを務めたフランツ・フェルディナンドの「アウトサイダーズ」に参加。
  - 10月25日、初の編集盤となる『フィードバックファイル』をリリース。初公開の「絵画教室」「堂々巡りの夜」を収録。また、初回生産限定盤はDVD付きの2枚組である。

### 2006年 - 2008年:『ワールド ワールド ワールド』『未だ見ぬ明日に』『サーフ ブンガク カマクラ』
- - 11月29日、9thシングル「或る街の群青」をリリース。12月23日に公開される映画『鉄コン筋クリート』の主題歌となっており、映画とのタイアップはアジカン史上初となる。
- 2007年
  - 3月21日、Tour酔杯 2006-2007の模様を収録した、3rdDVD『映像作品集3巻〜Tour酔杯2006-2007 the start of a new season〜』をリリース。同日発売のHUSKING BEEのトリビュートアルバムにも「欠けボタンの浜」で参加。
  - 4月27日、2冊目となるヒストリーブック『春か、遥か』を発売。
  - 7月29日、韓国で行われたINCHEON PENTAPORT ROCK FESTIVAL 2007に出演。これはバンド初の海外公演である。
  - 毎年恒例であるNANO-MUGEN FES.は、バンド活動の多忙のため、2007年度の開催を行わないことが正式に発表された。NANO-MUGEN FES.を行わない代わりに夏に各地で行われるフェスに精力的に参加。その象徴が、9月1日。この日は山梨県で行われたSWEET LOVE SHOWER 2007と、愛知県で行われたTREASURE05Xを本人たちの希望でダブルブッキング。そして、無事に2つのフェスをこなした。
  - 11月7日、10thシングル「アフターダーク」をリリース。アニメ『BLEACH』のオープニングに採用される。
- 2008年
  - 2月6日、11thシングル「転がる岩、君に朝が降る」発売。
  - 3月5日、4thアルバム「ワールド ワールド ワールド」発売。
  - 3月26日、4thDVD『映像作品集4巻』発売。
  - 6月11日、2ndミニアルバム『未だ見ぬ明日に』発売。
  - 7月9日、『ASIAN KUNG-FU GENERATION presents NANO-MUGEN COMPILATION 2008』発売。
  - 10月15日、12thシングル「藤沢ルーザー」発売。
  - 11月5日、前作から8か月と早くも5thアルバム『サーフ ブンガク カマクラ』を発売。なお、このアルバムは以前からシングルのカップリングとして発表されていた、一発取りで録音された楽曲群、通称「湘南シリーズ」の集大成で、そのカップリングの曲も全曲収録されている。

### 2009年 - 2010年:『マジックディスク』
- 2009年
  - 2005年から続いてきた『SCHOOL OF LOCK!』（TOKYO FM、水曜日23:05 - ）が無期休講。本人たち曰く｢製作期間を設けたいため｣らしい。
  - 3月25日、NANO-MUGENFES.2008､tour酔杯2008 新宿ロフト・日本武道館のライブの模様を収録した5thDVD『映像作品集第5巻〜live archives 2008〜』をリリース。2008年の怒涛の活動を振り返る1枚となった。
  - 7月1日、『ASIAN KUNG-FU GENERATION presents NANO-MUGEN COMPILATION 2009』発売。
  - 10月7日、6thDVD『映像作品集6巻〜Tour 2009 ワールド ワールド ワールド〜』発売。
  - 12月2日、13thシングル「新世紀のラブソング」発売。
- 2010年
  - 3月31日、14thシングル「ソラニン」発売。
  - 4月6日、『SCHOOL OF LOCK!』（TOKYO FM、月 - 木曜日22:00 - ）内「アジカンLOCKS!」を再開。
  - アニメ『四畳半神話大系』のオープニングテーマに「迷子犬と雨のビート」が起用される。
  - 5月26日、15thシングル「迷子犬と雨のビート」発売。
  - 6月23日、6thアルバム『マジックディスク』発売。
  - 8月1日、FUJI ROCK FESTIVAL'10（7月30日 - 8月1日）に出演。2度目のグリーンステージでの出演を果たす。
  - 9月28日、『SCHOOL OF LOCK!』内「アジカンLOCKS!」無期限休講。

### 2011年 - 2012年:初ベスト『BEST HIT AKG』～『ランドマーク』
- 2011年
  - 1月19日、『映像作品集7巻』発売。
  - 7月1日、『ASIAN KUNG-FU GENERATION presents NANO-MUGEN COMPILATION 2011』発売。
  - 11月30日、16thシングル「マーチングバンド」発売。
- 2012年
  - 1月18日、自身初のベストアルバム「BEST HIT AKG」発売。
  - 1月20日、フジテレビ系「僕らの音楽」に出演し、地上波テレビでの初パフォーマンスを行った。曲は「リライト」「マーチングバンド」。後藤は秋元康と対談を行った。
  - 4月11日、17thシングル「踵で愛を打ち鳴らせ」発売。
  - 6月27日、『ASIAN KUNG-FU GENERATION presents NANO-MUGEN COMPILATION 2012』発売。
  - 7月25日、18thシングル「それでは、また明日」発売。
  - アニメ映画『劇場版NARUTO-ナルト-　ROAD TO NINJA-ロード・トゥ・ニンジャ』の主題歌に「それでは、また明日」が採用される。
  - 9月12日、7thアルバム『ランドマーク』発売。
  - 9月23日、日本テレビ系「Music Lovers」に出演し、学生限定ライブを行った。曲は「ループ & ループ」「マーチングバンド」「それでは、また明日」「リライト(一部のみOA)」。トークゲストには栗原類が出演した。

### 2013年 - 2014年:メジャーデビュー10周年、横浜スタジアム公演開催
- 2013年
  - 2月20日、映画『横道世之介』の主題歌として書き下ろされた19thシングル『今を生きて』発売。
  - 9月11日、自身初となるライブ・アルバム『ザ・レコーディング at NHK CR-509 Studio』発売。
  - 9月14日-9月15日、メジャーデビュー10周年記念ライブとして、横浜スタジアムで「ファン感謝祭」（14日）、「オールスター感謝祭」（15日）を開催[16]。
- 2014年
  - 2月26日、『フィードバックファイル 2』を発売。
  - 4月19日、リードボーカルの後藤正文が、Gotchの名義で、初のソロ・アルバム『Can't Be Forever Young』を発表。アルバムに先駆け、3月12日にシングル『Wonderland／不思議の国』を発売。
  - 6月25日、「NANO-MUGEN COMPILATION 2014」を発売。新曲「スタンダード」を発表。
  - メジャーデビュー以来初めて、CDシングルを1枚もリリースしない年となった。

### 2015年:LAレコーディングによるロックアルバム『Wonder Future』
- 2015年
  - 1月、L.A.にあるFOO FIGHTERSのプライベートスタジオ(studio 606)でアルバムレコーディング開始。
  - 3月18日、20thシングル「Easter」発売。
  - 5月27日、8thアルバム『Wonder Future』発売。
  - 7月5日、ASIAN KUNG-FU GENERATION Tour 2015 「Wonder Future」開始。

### 2016年:結成20周年、『ソルファ』再レコーディング
- 2016年
  - 元日、結成20周年イヤーの活動として2nd Album『ソルファ』の再レコーディングを行いセルフカバーアルバムとしてリリースすることを発表。さらに先行タイアップシングルとして「Re:Re:」がリリースされることも同時発表。
  - 1月6日、21stシングル「Right Now」発売。
  - アニメ『僕だけがいない街』のオープニングテーマに「Re:Re:」（『ソルファ』収録曲のリ・レコーディング）が起用される。
  - 3月16日、22ndシングル「Re:Re:」発売。
  - 7月13日、23rdシングル「ブラッドサーキュレーター」発売。テレビアニメ『NARUTO -ナルト- 疾風伝』のオープニングテーマに13年ぶりに起用される。
  - 11月30日、2ndアルバムの「ソルファ」の再レコーディング盤「ソルファ(2016)」をリリース。
  - 12月17日〜1月14日(2017年)、結成20周年を記念したアリーナツアー、ASIAN KUNG-FU GENERATION Tour 2016-2017 「20th Anniversary Live 」を開催。幕張メッセイベントホール、神戸ワールド記念ホール、日本ガイシホール、日本武道館、福岡国際センターにてワンマンライブを行う。

### 2017年 - 2018年:トリビュート盤『AKG TRIBUTE』、2度目のベスト『BEST HIT AKG 2(2012-2018)』～パワーポップアルバム『ホームタウン』
- 2017年
  - 3月29日、24thシングル「荒野を歩け」をリリース。アニメ映画「夜は短し歩けよ乙女」の主題歌に起用される。また、初のトリビュートアルバム「AKG TRIBUTE」をリリース。
  - 6月26日〜7月16日、ASIAN KUNG-FU GENERATION World Tour 2017を開催。東京を皮切りに、アメリカ、ブラジル、アルゼンチン、ペルー、メキシコでライブを行う。
  - 11月29日、ライブBlu-ray&DVD「映像作品集13巻〜Tour 2016-2017『20th Anniversary Live 』at 日本武道館〜」をリリース。
  - 12月1日〜12月8日、フィーダーとの対バンツアー「ASIAN KUNG-FU GENERATION ×FEEDER Tour 2017 Support ed by PIA」を開催。
- 2018年
  - 3月28日、2枚目のベストアルバム「BEST HIT AKG 2 (2012-2018)」をリリース。過去の曲16曲に加え、新曲「生者のマーチ」が収録された。また、「BEST HIT AKG Official Bootleg ‘‘HONE’’」と「BEST HIT AKG Official Bootleg ‘‘IMO’’」を同時リリースした。
  - 6月7日〜7月20日、ASIAN KUNG-FU GENERATION Tour 2018 「BONES & YAMS」 を開催。
  - 8月5日、「ROCK IN JAPAN FESTIVAL 2018」に4度目のGRASS STAGEトリとして出演。フェスでは初となる90分のステージを敢行。

当日のセットリスト
1.Columbia (Oasis)
2.センスレス
3.Standard / スタンダード
4.ソラニン
5.ブルートレイン
6.君の街まで
7.サイレン
8.無限グライダー
9.ノーネーム
10.マーチングバンド
11.生者のマーチ
12.Re:Re:
13.リライト
14.Easter / 復活祭
15.荒野を歩け
16.今を生きて
17.君という花
- - 9月26日、25thシングル「ボーイズ&ガールズ」をリリース。
  - 12月5日、前作『Wonder Future』以来、3年7ヶ月ぶりとなる9thアルバム『ホームタウン』をリリース。初回限定盤には、3月に発売された「BEST HIT AKG 2 (2012-2018)」に収録された「生者のマーチ」を含む新曲5曲が入っているep「Can’t Sleep EP」が付属された。

### 2019年 - 2022年: 結成25周年 - 『プラネットフォークス』
- 2019年
  - 3月1日、平成アニソン大賞において「リライト」がアーティストソング賞（2000年 - 2009年）に選出[17]。
  - 3月16日 - 7月25日、ASIAN KUNG-FU GENERATION Tour 2019 「ホームタウン」を開催。前半はゲストアクトを交えたライブハウスツアー、後半はワンマンでのホールツアーを行い、セットリストも変更された。
  - 5月15日、26thシングル「Dororo/解放区」をリリース。「Dororo」はテレビアニメ「どろろ」のオープニングテーマとして書き下ろされた。この曲について後藤は『原作である手塚漫画に恥じないよう、思いを込めて楽曲を制作しました』とコメントしている。
  - 7月27日、FUJI ROCK FESTIVAL'19に出演。3度目のGREEN STAGE出演を果たす。
  - 10月18日 - 11月1日、ELLEGARDEN、ストレイテナーとともに約15年ぶりとなる「NANA-IRO ELECTRIC TOUR 2019」を開催。ファイナルの横浜アリーナ公演ではアンコールで細美武士、ホリエアツシとともに「遥か彼方」が演奏された。
- 2020年
  - 10月7日、27thシングル「ダイアローグ/触れたい 確かめたい」をリリース。
  - 10月26日 - 10月28日、ASIAN KUNG-FU GENERATION Tour 2020 酔杯2 〜The Song of Apple〜をKT Zepp Yokohamaにて開催。
- 2021年
  - 8月4日、28thシングル「エンパシー」をリリース。表題曲およびカップリング曲は「僕のヒーローアカデミア THE MOVIE ワールド ヒーローズ ミッション」の主題歌、挿入歌に決定している。カップリング曲にタイアップがつくのは初である。
  - 11月1日、2日、初のBillboard TOKYO公演を開催。
  - 11月11日 - 11月25日、ASIAN KUNG-FU GENERATION 25th Anniversary Tour 2021 "Quarter-Century"を開催。サポートを入れずメンバー4人でツアーを回った。
- 2022年
  - 3月12日、13日、パシフィコ横浜 国立大ホールにて「ASIAN KUNG-FU GENERATION 25th Anniversary Tour 2021 Special Concert “More Than a Quarter-Century”」を開催。ゲストとして金澤ダイスケ(フジファブリック)、下村亮介(the chef cooks me)、塩塚モエカ(羊文学)、畳野彩加(Homecomings)、三船雅也(ROTH BART BARON)、井上陽介(Turntable Films)、村田ストリングスが参加。
  - 3月30日、前作より3年3ヶ月ぶりとなる10thアルバム『プラネットフォークス』をリリース。
  - 5月28日 - 11月19日、ASIAN KUNG-FU GENERATION Tour 2022 「プラネットフォークス」を開催。
  - 9月28日、29thシングル「出町柳パラレルユニバース」をリリース。表題曲はアニメ『四畳半タイムマシンブルース』主題歌に決定している。

### 2023年 -: 『サーフ ブンガク カマクラ (完全版)』
- 2023年
  - 2月8日、30thシングル「宿縁」リリース。表題曲はTVアニメ『BORUTO-ボルト- -NARUTO NEXT GENERATIONS-』のオープニングテーマに決定している。
  - 7月5日、11thアルバム『サーフ ブンガク カマクラ (完全版)』リリース予定。2008年にリリースされた5thアルバム『サーフ ブンガク カマクラ』全曲の再録と前作に未収録だった5駅分の新曲が収録されている。
  - 9月22日 - 12月21日、ASIAN KUNG-FU GENERATION Tour 2023「サーフ ブンガク カマクラ」を開催。
- 2024年
  - 7月31日、「single collection」リリース
  - 8月23日-8月24日、横浜BUNTAIで「ファン感謝祭2024」を開催。また9月30日-12月19日にはASIAN KUNG-FU GENERATION Tour 2024 「ファン感謝サーキット」を開催。
- 2025年
  - 2月19日,「ライフ イズ ビューティフル」リリース、表題曲はTVアニメ『FARMAGIA』のオープニングテーマに決定している。

## 参加作品
| 発売日         | タイトル                                                                                 | 規格              | 規格品番                                               | 収録曲                                                                                        | 最高位 |
| -------------- | ---------------------------------------------------------------------------------------- | ----------------- | ------------------------------------------------------ | --------------------------------------------------------------------------------------------- | ------ |
| 2001年         | fumidai vol.2                                                                            | 12cmCD            |                                                        | Hold me tight (live)                                                                          |        |
| 2002年8月25日  | WHATCH YOU GONNA DO? under flower compilation vol.6                                      | 12cmCD            | FLOWER-042                                             | 12                                                                                            |        |
| 2004年4月14日  | THE JAPAN GOLD DISC AWARD 2004                                                           | 12cmCD            | MHCL-358/9                                             | 未来の破片                                                                                    | 17位   |
| 2005年3月9日   | THE JAPAN GOLD DISC AWARD 2005                                                           | 12cmCD            | UPCH-9172                                              | ループ&ループ                                                                                 | 19位   |
| 2005年4月27日  | Ki/oon Records Overseas Compilation                                                      | 12cmCD            | KSCL-815/6                                             | 遥か彼方                                                                                      |        |
| 2005年6月8日   | ASIAN KUNG-FU GENERATION presents NANO-MUGEN COMPILATION                                 | 12cmCD            | KSCL-827                                               | ブラックアウト                                                                                | 7位    |
| 2006年7月5日   | ASIAN KUNG-FU GENERATION presents NANO-MUGEN COMPILATION 2006                            | 12cmCD            | KSCL-998                                               | 十二進法の夕景                                                                                | 7位    |
| 2007年3月21日  | HUSKING BEE                                                                              | 12cmCD            | TFCC-86216                                             | 欠けボタンの浜                                                                                | 14位   |
| 2008年3月5日   | Best of LISMO!                                                                           | 12cmCD            | SRCL-6739                                              | ブラックアウト                                                                                | 7位    |
| 2008年3月26日  | 39 Anime×Music Collaboration '02-'07                                                     | 12cmCD            | SMCL-141/3                                             | リライト                                                                                      | 10位   |
| 2008年7月9日   | ASIAN KUNG-FU GENERATION presents NANO-MUGEN COMPILATION 2008                            | 12cmCD            | KSCL-1256                                              | 夏蝉                                                                                          | 18位   |
| 2008年12月17日 | BLEACH BEST TUNES                                                                        | 12cmCD            | SVWC-7600/1                                            | アフターダーク                                                                                | 4位    |
| 2009年1月28日  | ROCK THE MIX                                                                             | 12cmCD            | VICL-63220                                             | 君という花                                                                                    | 121位  |
| 2009年7月1日   | ASIAN KUNG-FU GENERATION presents NANO-MUGEN COMPILATION 2009                            | 12cmCD            | KSCL-1405/1406 （完全生産限定盤） KSCL-1407 （通常盤） | 夜のコール                                                                                    | 11位   |
| 2010年4月21日  | ソラニン songbook                                                                        | 12cmCD            | KSCL-1576                                              | 転がる岩、君に朝が降る                                                                        | 116位  |
| 2010年5月26日  | SPIRITS 30 ビッグコミックスピリッツ創刊30周年記念 TV & Movie テーマソング集              | 12cmCD            | BVCL-97                                                | 或る街の群青                                                                                  |        |
| 2010年6月30日  | SUMMER SUNSHINE                                                                          | 12cmCD            | MHCL-1776                                              | リライト                                                                                      | 225位  |
| 2011年6月22日  | Getting Better 15th Anniversary presents Getting Roll～Rock Anthem Mix～                 | 12cmCD            | VICL-63757                                             | リライト                                                                                      | 180位  |
| 2011年6月29日  | ASIAN KUNG-FU GENERATION presents NANO-MUGEN COMPILATION 2011                            | 2CD               | KSCL-1840/1841                                         | All right part2 （ASIAN KUNG-FU GENERATION & 橋本絵莉子（from チャットモンチー）名義） ひかり | 17位   |
| 2012年2月1日   | 俺のスターアルバム inspired by 荒川アンダー ザ ブリッジ THE MOVIE                        | 12cmCD            | AICL-2338                                              | 惑星                                                                                          |        |
| 2012年6月27日  | ASIAN KUNG-FU GENERATION presents NANO-MUGEN COMPILATION 2012                            | 2CD               | KSCL-2056/2057                                         | 夜を越えて                                                                                    | 26位   |
| 2013年6月5日   | ASIAN KUNG-FU GENERATION presents NANO-MUGEN COMPILATION 2013                            | 12cmCD            | KSCL-2246                                              | Loser                                                                                         | 36位   |
| 2013年7月31日  | レッツゴー!高校軽音部!                                                                   | 12cmCD            | KSCL-2266                                              | ソラニン                                                                                      |        |
| 2014年5月28日  | Yes, We Love butchers ～Tribute to bloodthirsty butchers～ The Last Match                | 12cmCD            | CRCP-40369                                             | banging the drum                                                                              | 151位  |
| 2013年6月25日  | ASIAN KUNG-FU GENERATION presents NANO-MUGEN COMPILATION 2014                            | 12cmCD            | KSCL-2419                                              | スタンダード                                                                                  | 29位   |
| 2014年7月2日   | 東京スカパラダイスオーケストラ「Wake Up! feat.ASIAN KUNG-FU GENERATION」                 | 12cmCD            | CTCR-40361B CTCR-40362                                 | Wake Up! feat.ASIAN KUNG-FU GENERATION                                                        | 9位    |
| 2015年12月23日 | スピッツトリビュートアルバム「JUST LIKE HONEY 〜『ハチミツ』20th Anniversary Tribute〜」 | 12cmCD LPレコード | UPCH-2065 UPJH-9016                                    | グラスホッパー                                                                                | 15位   |
| 2017年10月18日 | PAUSE 〜STRAIGHTENER Tribute Album〜                                                     | 12cmCD            | TYCT-69121 TYCT-60109                                  | SENSELESS STORY TELLER SONY                                                                   |        |

## タイアップ一覧
| 使用年 | 曲名                         | タイアップ |
| ------ | ---------------------------- | --- |
| 2003年 | 遥か彼方                     | テレビ東京系アニメ『NARUTO -ナルト-』第2期オープニングテーマ（第26話 - 第53話）                                |
| 2003年 | 遥か彼方                     | PS2用ゲームソフト「NARUTO -ナルト- ナルティメットヒーロー」テーマソング                                        |
| 2003年 | 未来の破片                   | TBS系『U-CDTV』2003年8月度オープニングテーマ                                                                   |
| 2003年 | 君という花                   | TBS系『Pooh!』2003年10月度エンディングテーマ                                                                   |
| 2003年 | 君という花                   | テレビ東京系『JAPAN COUNTDOWN』2003年11月度エンディングテーマ                                                  |
| 2004年 | サイレン                     | 日本テレビ系『AX MUSIC-TV』AX POWER PLAY#055テーマソング                                                       |
| 2004年 | ループ&ループ                | SUZUKI「チョイノリ」CMソング                                                                                   |
| 2004年 | ループ&ループ                | テレビ東京系『JAPAN COUNTDOWN』2004年5月度オープニングテーマ                                                   |
| 2004年 | ループ&ループ                | よみうりテレビドラマ『駄目ナリ!』エンディングテーマ                                                            |
| 2004年 | リライト                     | MBS・TBS系アニメ『鋼の錬金術師』第4期オープニングテーマ                                                        |
| 2004年 | リライト                     | 日研総業CMソング                                                                                               |
| 2004年 | 君の街まで                   | テレビ東京系『JAPAN COUNTDOWN』エンディングテーマ                                                              |
| 2005年 | ブラックアウト               | KDDI「au MUSIC 05 SUMMER」CMソング                                                                             |
| 2006年 | ワールドアパート             | レコチョク CMソング                                                                                            |
| 2006年 | 或る街の群青                 | アスミック・エース配給アニメ映画『鉄コン筋クリート』主題歌                                                     |
| 2006年 | 或る街の群青                 | エクシング「ポケメロJOYSOUND」CMソング                                                                         |
| 2007年 | アフターダーク               | テレビ東京系アニメ『BLEACH』第7期オープニングテーマ                                                            |
| 2008年 | アフターダーク               | PSP用ゲームソフト「BLEACH 〜ヒート・ザ・ソウル5〜」CMソング                                                    |
| 2008年 | ムスタング                   | フジテレビ系『ウチくる!?』6・7月度エンディングテーマ                                                           |
| 2008年 | ムスタング                   | ドワンゴ「dwango.jp」CMソング                                                                                  |
| 2009年 | 遥か彼方                     | フルCGアニメ『NARUTO -ナルト- THE CROSS ROADS』主題歌                                                          |
| 2010年 | ソラニン                     | アスミック・エース配給映画『ソラニン』主題歌                                                                   |
| 2010年 | ムスタング (mix for 芽衣子） | アスミック・エース配給映画『ソラニン』エンディングテーマ                                                       |
| 2010年 | 迷子犬と雨のビート           | フジテレビ系「ノイタミナ」枠アニメ『四畳半神話大系』オープニングテーマ                                         |
| 2010年 | 新世紀のラブソング           | LISMOオリジナルドラマ『就職戦線異状あり』主題歌                                                                |
| 2011年 | マーチングバンド             | ベネッセ「進研ゼミ高校講座」CMソング                                                                           |
| 2012年 | それでは、また明日           | 東宝配給アニメ映画『ROAD TO NINJA -NARUTO THE MOVIE-』主題歌                                                   |
| 2012年 | それでは、また明日           | テレビ東京系『ロック兄弟』2012年7月度オープニングテーマ                                                        |
| 2013年 | 今を生きて                   | ショウゲート配給映画『横道世之介』主題歌                                                                       |
| 2014年 | Standard／スタンダード       | ニコン「レンズ交換式アドバンストカメラNikon 1 J4」TV-CMソング                                                  |
| 2015年 | Planet of the Apes／猿の惑星 | MBS・TBS系ドラマ『REPLAY & DESTROY』主題歌                                                                     |
| 2016年 | Right Now                    | アスミック・エース配給映画『ピンクとグレー』主題歌                                                             |
| 2016年 | Re:Re:                       | フジテレビ系「ノイタミナ」枠アニメ『僕だけがいない街』オープニングテーマ                                       |
| 2016年 | ブラッドサーキュレーター     | テレビ東京系アニメ『NARUTO -ナルト- 疾風伝』第19期オープニングテーマ（第459話 - 第479話）                      |
| 2017年 | 荒野を歩け                   | 東宝映像事業部配給アニメ映画『夜は短し歩けよ乙女』主題歌                                                       |
| 2019年 | ホームタウン                 | BSテレ東 土曜ドラマ9『神酒クリニックで乾杯を』主題歌                                                           |
| 2019年 | Dororo                       | TOKYO MXほかアニメ『どろろ』第2クールオープニングテーマ（第十三話 - 第二十四話）                               |
| 2019年 | 解放区                       | 藤枝MYFC公式応援ソング（2019年 - ）                                                                            |
| 2019年 | スリープ                     | プレシディオ配給映画『スタートアップ・ガールズ』主題歌                                                         |
| 2020年 | 触れたい 確かめたい          | ダイハツ「タント」CMソング                                                                                     |
| 2020年 | 未来の破片                   | JRA仮想オリジナルアニメ『疾走のファンファーレ～有馬記念篇～』主題歌                                            |
| 2021年 | エンパシー                   | 東宝配給アニメ映画『僕のヒーローアカデミア THE MOVIE ワールド ヒーローズ ミッション』主題歌                    |
| 2021年 | フラワーズ                   | 東宝配給アニメ映画『僕のヒーローアカデミア THE MOVIE ワールド ヒーローズ ミッション』挿入歌                    |
| 2022年 | 出町柳パラレルユニバース     | アニメ映画『四畳半タイムマシンブルース』主題歌                                                                 |
| 2023年 | 宿縁                         | テレビ東京系アニメ『BORUTO-ボルト- NARUTO NEXT GENERATIONS』第12期オープニングテーマ（第282話 - 第293話）      |
| 2023年 | 転がる岩、君に朝が降る       | テレビ神奈川（tvk）2023 tvk 高校野球神奈川大会中継 （第105回全国高等学校野球選手権記念神奈川大会）テーマソング |
| 2024年 | リライト                     | ABCテレビ・テレビ朝日系「M-1グランプリ2024」プロモーションビデオソング                                         |
| 2025年 | ライフ イズ ビューティフル   | TOKYO MXほかアニメ『FARMAGIA』オープニングテーマ                                                               |

## 受賞歴
日本ゴールドディスク大賞
- 『第18回日本ゴールドディスク大賞』ニューアーティスト・オブ・ザ・イヤー[38]
- 『第19回日本ゴールドディスク大賞』ロック&ポップ・アルバム・オブ・ザ・イヤー『ソルファ』[39]

SPACE SHOWER MUSIC AWARDS
- 『SPACE SHOWER MUSIC AWARDS 04』BEST NEW ARTIST VIDEO「君という花」
- 『SPACE SHOWER MUSIC AWARDS 2022』BEST RESPECT ARTIST[40]

CDショップ大賞
- 第9回CDショップ大賞2017 リビジテッド賞『ソルファ』[41]
- 第13回CDショップ大賞2021 ライブ作品賞『NANA-IRO ELECTRIC TOUR 2019』[42]

## メディア出演

### 過去
- BPR5000（TOKYO FM）
- MOTHER MUSIC RECORDS（TOKYO FM）
- 『SCHOOL OF LOCK!』内「アジカンLOCKS!」（TOKYO FM・JFN系列、2005年10月5日 - 2009年3月4日、2010年4月7日 - 9月29日、2011年12月5日 - 2012年3月26日、2014年4月1日 - 29日、インターネットで放送された時期もあった）

## ライブ・ツアー
- 主催ツアー、単独公演について記載
- 主催イベント「ASIAN KUNG-FU GENERATION presents NANO-MUGEN FES.」に関しては、項目参照。

## 出演イベント
- 2003年8月03日 - SUMMER SONIC 2003
- 2003年8月23日 - MONSTER baSH 2003
- 2003年11月15日 - JAPAN CIRCUIT -vol.14-
- 2003年12月29日 - COUNTDOWN JAPAN 03/04
- 2004年7月30日 - FUJI ROCK FESTIVAL 2004
- 2004年8月7日 - ROCK IN JAPAN FESTIVAL 2004
- 2004年8月11日 - ロックロックこんにちは! in 仙台 2004
- 2004年8月13日 - RISING SUN ROCK FESTIVAL 2004 in EZO
- 2004年8月21日 - MONSTER baSH 2004
- 2004年8月22日 - Sky Jamboree '04 ～夢合わせ～
- 2004年8月28日 - SETSTOCK 2004
- 2004年8月29日 - RUSH BALL 2004
- 2004年9月20日 - TEPCOひかり presents SPACE SHOWER TV SWEET LOVE SHOWER 2004
- 2005年4月29日 - ARABAKI ROCK FEST.04292005
- 2005年8月7日 - ROCK IN JAPAN FESTIVAL 2005
- 2005年8月14日 - SUMMER SONIC 2005
- 2005年8月20日 - RISING SUN ROCK FESTIVAL 2005 in EZO
- 2005年12月30日 - COUNTDOWN JAPAN 05/06
- 2006年7月28日 - FUJI ROCK FESTIVAL 2006
- 2007年4月29日 - ARABAKI ROCK FEST.07
- 2007年8月4日 - ROCK IN JAPAN FESTIVAL 2007
- 2007年8月18日 - RISING SUN ROCK FESTIVAL 2007 in EZO
- 2007年8月25日 - MONSTER baSH 2007
- 2007年9月1日 - SPACE SHOWER SWEET LOVE SHOWER 2007
- 2007年12月30日,31日 - COUNTDOWN JAPAN 07/08
- 2009年8月01日 - ROCK IN JAPAN FESTIVAL 2009
- 2009年8月22日 - ロックロックこんにちは! in 仙台 2009
- 2009年8月29日 - SPACE SHOWER SWEET LOVE SHOWER 2009
- 2010年4月11日 - JAPAN CIRCUIT vol.48 WEST～山崎死闘編～
- 2010年5月1日 - ARABAKI ROCK FEST.10
- 2010年5月29日 - ROCKS TOKYO 2010
- 2010年8月1日 - FUJI ROCK FESTIVAL 2010
- 2010年8月14日 - RISING SUN ROCK FESTIVAL 2010 in EZO
- 2011年8月5日 - ROCK IN JAPAN FESTIVAL 2011
- 2011年8月10日 - Talking Rock! FES.2011
- 2011年08月28日 - ARABAKI ROCK FEST.11 08
- 2011年12月29日 - COUNTDOWN JAPAN 11/12
- 2012年6月2日 - ART-SCHOOL presents「KINOSHITA NIGHT 2012」
- 2012年7月22日 - KESEN ROCK FESTIVAL'12
- 2012年8月11日 - RISING SUN ROCK FESTIVAL 2012 in EZO
- 2012年8月25日 - MONSTER baSH 2012
- 2012年9月8日 - BAYCAMP 2012
- 2012年9月16日 - AIR JAM 2012
- 2012年12月28日 - COUNTDOWN JAPAN 12/13
- 2012年12月30日 - RADIO CRAZY 2012
- 2013年3月9日 - NO NUKES 2013
- 2013年8月3日 - ROCK IN JAPAN FESTIVAL 2013
- 2014年4月26日 - ARABAKI ROCK FEST.14
- 2014年7月4日 - 京都大作戦2014～束になってかかってきな祭！〜
- 2014年8月9日 - ROCK IN JAPAN FESTIVAL 2014
- 2014年8月24日 - MONSTER baSH 2014
- 2014年9月2日 - ロックのほそ道
- 2014年9月30日 - NO NUKES 2014
- 2015年5月3日 - JAPAN JAM BEACH 2015
- 2015年8月14日 - RISING SUN ROCK FESTIVAL 2015 in EZO
- 2015年11月26日 - Mr.Children 2マンLIVE
- 2015年11月28日 - NO NUKES 2015
- 2015年12月28日 - COUNTDOWN JAPAN 15/16
- 2016年4月30日 - ARABAKI ROCK FEST.2016
- 2016年5月3日 - JAPAN JAM BEACH 2016
- 2016年8月14日 - ROCK IN JAPAN FESTIVAL 2016
- 2016年8月21日 - Sky Jamboree 2016～one pray in nagasaki～
- 2016年8月28日 - SWEET LOVE SHOWER 2016
- 2017年3月18日 - NO NUKES 2017
- 2017年4月1日 - YON FES 2017
- 2017年8月19日 - MONSTER baSH 2017
- 2017年12月28日 - COUNTDOWN JAPAN 17/18
- 2017年12月29日 - FM802 ROCK FESTIVAL RADIO CRAZY 2017
- 2018年4月19日 - ARABAKI ROCK FEST.2018
- 2018年5月4日 - JAPAN JAM 2018
- 2018年8月5日 - ROCK IN JAPAN FESTIVAL 2018
- 2018年8月10日 - RISING SUN ROCK FESTIVAL 2018 in EZO
- 2018年8月19日 - Sky Jamboree 2018～one pray in nagasaki～
- 2018年12月28日 - FM802 ROCK FESTIVAL    RADIO CRAZY 2018
- 2018年12月30日 - COUNTDOWN JAPAN 18/19
- 2019年3月24日 - NO NUKES 2019
- 2019年5月4日 - VIVA LA ROCK 2019
- 2019年5月6日 - JAPAN JAM 2019
- 2019年7月27日 - FUJI ROCK FESTIVAL'19
- 2019年9月1日 - SPACE SHOWER SWEET LOVE SHOWER 2019
- 2019年10月18日- NANA-IRO ELECTRIC TOUR 2019
- 2019年10月23日- NANA-IRO ELECTRIC TOUR 2019
- 2019年11月1日- NANA-IRO ELECTRIC TOUR 2019
- 2019年12月26日 - FM802 ROCK FESTIVAL RADIO CRAZY 2019
- 2019年12月29日 - COUNTDOWN JAPAN 19/20
- 2021年5月1日 - THINK of MICHINOKU
- 2021年5月4日 - JAPAN JAM 2021
- 2021年5月23日 - GREENROOM FESTIVAL'21
- 2021年10月3日 - PIA MUSIC COMPLEX 2021
- 2021年10月9日 - J-WAVE INNOVATION WORLD FESTA 2021
- 2022年4月30日 - ARABAKI ROCK FEST.2022
- 2022年5月1日 - JAPAN JAM 2022
- 2022年8月12日 - RISING SUN ROCK FESTIVAL 2022 in EZO
- 2022年8月20日,21日 - SUMMER SONIC 2022
- 2022年9月17日 - J-WAVE presents INSPIRE TOKYO 〜 Best Music & Market
- 2022年11月27日 - SAITAMA ROCK FESTIVAL "SAI" 2022
- 2022年12月28日 - FM802 ROCK FESTIVAL RADIO CRAZY 2022
- 2022年12月30日 - COWNTDOWN JAPAN 22/23
- 2023年3月8日 - ONE WEEK WONDER'23
- 2023年4月8日 - Slipstream presents KITASAN ROLLING 2023
- 2023年4月30日 - ARABAKI ROCK FEST.2023
- 2023年5月4日 - JAPAN JAM 2023
- 2023年5月14日 - FUJI&SUN '23
- 2023年7月23日 - シャイガ OSAKA GIGANTIC  MUSIC FESTIVAL 2023
- 2023年8月13日 - ROCK IN JAPAN FESTIVAL 2023
- 2023年8月26日 - SPACE SHOWER SWEET LOVE SHOWER 2023
- 2023年8月27日 - RUSH BALL 2023 25years Goes On!
- 2023年9月3日 - WANIMA pre. 1CHANCE FESTIVAL 2023
- 2024年3月17日 - TAGO STADIO TAKASAKI MUSIC FESTIVAL 2024
- 2024年5月4日 - JAPAN JAM 2024
- 2024年5月11日 - SPACE SHOWER TV 35th ANNIVERSARY SWEET LOVE SHOWER SPRING 2024